# Ladock
Ladock is een civil parish in het Engelse graafschap Cornwall. In 2001 telde de civil parish 1522 inwoners.
Het dorp heeft 40 vermeldingen op de Britse monumentenlijst. Daaronder bevinden zich boerderijen, (land)huizen, mijlpalen en een brug. De aan de heilige Ladoca gewijde dorpskerk dateert van eind vijftiende eeuw.